# Batracomorphus citrinus
Batracomorphus citrinus är en insektsart som beskrevs av Evans 1935. Batracomorphus citrinus ingår i släktet Batracomorphus och familjen dvärgstritar. Inga underarter finns listade i Catalogue of Life.